# Hatsukoi Limited
Hatsukoi Limited (初恋限定。, Hatsukoi Rimiteddo, lit. ‘Primer amor limitat’) és un manga creat per Mizuki Kawashita. Es publica en la revista Shōnen Jump des de l'edició #44 de 2007 al #26 del 2008 i fou recopilat en 4 tankōbon. Es troben en producció un CD drama i un anime.

## Argument
El manga conta una sèrie d'històries curtes sobre el primer amor, aquestes giren entorn de grup d'estudiants, els seus familiars i companys. A poc a poc aquestes històries es van barrejant duent a una història principal on participen la majoria dels personatges principals.